# Chrysometa universitaria
Chrysometa universitaria är en spindelart som beskrevs av Claude Lévi 1986. Chrysometa universitaria ingår i släktet Chrysometa och familjen käkspindlar. Inga underarter finns listade i Catalogue of Life.